# Police Dog
Police Dog è un film del 1955 diretto da Derek N. Twist.